# 第171回国会
第171回国会（だい171かいこっかい）は、2009年1月5日に召集された通常国会である。会期は衆議院が解散された7月21日までの198日間であった。

## 概要
今国会の焦点は、2008年度（平成20年度）第2次補正予算案と2009年度（平成21年度）予算案とその関連法案である。前者は前国会で提出を検討したが、先送りとなった事案であり、政府・与党は今国会冒頭に提出し早期成立を目指す。後者についても、与党は1月中に提出し2008年度内の成立を目指す。ここ数年、1月中旬に召集されていた通常国会は、この2つの予算案の早期成立を目指す目的で1月5日が召集日となった。また1月に通常国会が開かれるようになった1992年以降、最も早く通常国会が召集された国会でもある。野党は両予算案について徹底的に追及するとしていた。
政府・与党が総事業費56兆8千億円の「経済危機対策」を2009年4月10日に正式決定した。財政支出は15兆4千億円で国内総生産(GDP)の約3％に当たる。2009年度補正予算を提出する。景気回復後には、消費税を増額する。
当初の会期は6月3日までの150日間であったが、2009年度補正予算関連法案や海賊対処法案などの成立に万全を期すために7月28日まで延長されていた（国会法10条）。
2023年現在、大正生まれの議員が在任していた最後の国会である。

## 各党・会派の議席数
| 計480、2009年7月21日時点 - 自由民主党 - 303 - 民主党・無所属クラブ - 112 - 公明党 - 31 - 日本共産党 - 9 - 社会民主党・市民連合 - 7 - 国民新党・大地・無所属の会 - 7 - 各派に属しない議員 - 9 - 欠員 - 2 | 計242、2009年7月21日時点 - 民主党・新緑風会・国民新・日本 - 118 - 自由民主党 - 81 - 公明党 - 21 - 日本共産党 - 7 - 社会民主党・護憲連合 - 5 - 改革クラブ - 4 - 各派に属しない議員 - 5 - 欠員 - 1 |

## 成立した主な議案等
- 2008年度一般会計第二次補正予算（1月27日）
- 2008年度特別会計第二次補正予算（1月27日）
- 2008年度政府関係機関第二次補正予算（1月27日）
- 2009年度予算・同関連法（2009年3月27日成立）
- 公共サービス基本法（2009年5月13日成立）
- バイオマス活用推進基本法（2009年6月5日成立）
- 海賊行為の処罰及び海賊行為への対処に関する法律（2009年6月19日成立）
- 公文書等の管理に関する法律（2009年6月24日成立）
- 水俣病救済特別措置法（2009年7月8日成立）

その他、会期中に制定された法律は第171回国会制定法律の一覧を参照のこと。

## 主な出来事

### 渡辺喜美・元行革担当相の自民党離党
前国会で野党提出の衆議院解散要求決議案に賛成して、自民党から勧告処分を受けていた渡辺喜美元行政改革担当大臣が今国会でも首相批判を展開、1月13日に渡りの斡旋禁止などを求めた意見書の受理を拒否されたことを理由に自民党を離党。無所属で活動していた江田憲司と共に政治団体「国民運動体 日本の夜明け」を立ち上げた。

## 今国会の動き

### 会期前
- 2008年12月24日 - 第170回国会閉幕。

### 召集後

#### 1月
- 5日 - 召集。
  - 財務大臣中川昭一による財政演説。
  - 2008年度第2次補正予算案を提出。
- 6日 - 衆院代表質問。
- 7日 - 参院代表質問。
- 13日
  - 元行政改革担当大臣渡辺喜美が自民党離党。
  - 平成20年度第2次補正予算案が衆議院本会議で与党の賛成多数で可決。共産は反対し、民主、社民は退席、国民新は欠席した。
  - 自由民主党国会対策筆頭副委員長村田吉隆が衆議院予算委員会を無許可で撮影し、衆議院規則違反を問われカメラ没収処分。
- 27日 - 2008年度第2次補正予算案が日本国憲法第60条の規定（衆議院の優越）により成立。
- 28日 - 施政方針演説。

#### 2月
- 17日 - 中川昭一財務・金融担当相が辞任。辞職により、参議院が提出していた問責決議案は、廃案になった。
- 27日 - 平成21年度予算案が衆議院本会議が与党の賛成多数で可決。民主、共産、社民は反対し、国民新は採決自体に反対とし、欠席した。共産、社民も採決に抗議をした。

#### 3月
- 13日 - ソマリア沖の海賊対策にあたり、3例目となる海上警備行動が発令される。
- 31日 - 衆参両院本会議で「北朝鮮による飛翔体発射に対して自制を求める決議」を全会一致で採択した。

#### 4月
- 3日 - 揮発油税などを一般財源化する道路整備財源特例法改正案が衆院本会議で与党の賛成多数で可決した。
- 7日
  - 衆院本会議は、自民・公明両党提案の「北朝鮮によるミサイル発射に抗議する決議」を可決した。決議には民主・国民新の両党も賛成。共産党は反対。社民党は採決を棄権した。
  - 産業活力再生法（産活法）改定案が、衆院本会議で自民、公明、民主などの賛成多数で可決した。共産、社民は反対した。
- 8日 - 参院本会議において、自民・民主・公明・国民新・改革クラブなどの賛成で、衆院の決議とほぼ同内容の「北朝鮮によるミサイル発射に抗議する決議」が採択された。共産は反対、社民は採決を棄権した。
- 10日 - 在沖縄米海兵隊のグアム移転協定の採決が、衆院外務委員会で行われ、自民・公明の両党賛成多数で可決した。民主党は反対したが、採決を容認。共産党は採決自体に反対した。
- 14日 - 衆院本会議で、「第三海兵機動展開部隊の要員及びその家族の沖縄からグアムへの移転の実施に関する日本政府とアメリカ合衆国政府との間の協定」（グアム移転協定）承認案の採決を自民・公明の両党の賛成多数で可決した。民主党、共産党、社民党、国民新党は反対した。
- 16日 - 衆院消費者問題特別委員会は、消費者庁設置関連法案の共同修正案を全会一致で可決した。自民、民主、公明、共産、社民、国民新党の6党。
- 17日 - 衆院本会議で「改正道交法」が可決、成立した。24日に公布される。主な内容は75歳以上のドライバーに対する高齢運転者標識「もみじマーク」の表示義務を罰則のない努力義務に戻すなど。
- 22日 - 参院本会議において産業活力再生法が自民、公明、民主などの賛成多数で可決、成立した。共産、社民の両党が反対した。
- 23日 - 衆院本会議で、「海賊対処」自衛隊派兵新法案は、自民、公明両党の賛成多数で可決した。民主、共産、社民、国民新の各党は反対した。軍隊による「海賊対処」は事態の悪化を招きかねない。また武器使用基準の緩和は、自衛隊が戦後初の人の殺傷をしかねない。などの反対意見がある。
- 24日 - 参院本会議で社会保険庁の記録漏れで年金が未払いとなっていた場合に、物価上昇分を上乗せして支給（加算平均は約16,000円）する年金支払い遅延加算金法が全会一致で可決、成立した。また、企業が社会保険料支払い（厚生年金や健康保険料、雇用保険料など）を延滞した際の利息を現行の年14.6%から、国税の延滞利息（今年は年4.5%）並みに引き下げる延滞金軽減法（厚生年金保険法改正）も可決、成立した。
- 24日 - 衆院経済産業委員会は、独占禁止法改正案を、自民、公明、民主の各党賛成多数で可決した。共産反対。審判制度の廃止は、独占禁止法の根幹にかかわる制度であり、見直しは重大である。
- 28日 - 防衛省設置法改正案が衆院本会議で可決され、参院へ送付された。賛成は自民、公明、民主、国民新の各党、反対は共産、社民の各党。
  - 衆院・参院本会議で財務大臣与謝野馨が財政演説。
- 30日 - 農地法改正案が衆院農林水産委員会で自民、公明、民主の各党の賛成多数で可決した。「耕作者主義」の考え方が「利用権」の自由化という考え方に改正された。

#### 5月
- 13日 - 在沖縄米海兵隊の「グアム移転協定」の承認案が、参議院本会議で採決され、民主、共産、社民など野党の反対多数で否決された。同日午後両院協議会が開かれたが成案が得られず、憲法の規定により衆院の議決が国会の議決となり同協定は承認された。

- 16日 - 民主党代表に鳩山由紀夫が就任。
- 20日 - 自民・公明両党が都内で会談を行い、国会の会期延長を行う方針で一致したことを明らかにする。
- 26日 - 衆院本会議において北朝鮮の核実験実施を受け、日本独自の経済制裁強化を求める国会決議を全会一致で採択。
- 27日 - 参院本会議において防衛省設置法改正案が自民・民主・公明3党などの賛成多数で可決・成立。

#### 6月
- 2日 - 衆院本会議において3日までの会期を7月28日まで55日間、延長することを自民・公明の賛成多数で議決。
- 12日 - 日本郵政社長人事を巡り、鳩山邦夫総務大臣が辞任。
- 19日 - ソマリア沖海賊の対策部隊派遣の根拠法となる海賊対処法が成立。

#### 7月
- 2日 - 国家公安委員会委員長に林幹雄、内閣府特命担当大臣（経済財政政策担当大臣）に林芳正を任命。
- 7月13日
  - 麻生太郎内閣総理大臣が太田昭宏公明党代表らと会談し7月21日に衆議院解散を行い、第45回衆議院議員総選挙の投開票日を8月30日とすることで合意。
  - 従来は臓器移植を行う場合に限定して脳死を「人の死」と定め、臓器の摘出を可能とする年齢を15歳以上に限定していた要件を撤廃した臓器移植法の改正案（A案）が参院本会議において賛成多数で可決・成立。年齢制限を撤廃する一方で臓器移植を行う場合の限定を従来通りとする修正案（修正A案）は反対多数で否決され、虐待死した児童からの臓器摘出を防止するため15歳未満の臓器移植に関する基準を「子ども脳死臨調」で1年間検討するとした修正案（E案）はA案成立のため採決に至らず廃案となった。
- 14日 - 衆院本会議で民主党・共産党・社民党・国民新党が13日に共同提出した内閣不信任案を自民党・公明党の反対多数で否決。対して、参院本会議では衆院に内閣不信任案を提出した4党に新党日本を加えた5党が共同提出した麻生首相に対する問責決議案を賛成多数で可決。これに伴い、国会が空転状態に。
- 21日 - 午後の衆議院本会議で、日本国憲法第7条の規定に基づき衆議院解散。これに伴い、内閣提出法案17本（北朝鮮特定貨物の検査等に関する特別措置法案、国家公務員制度改革関連法案、労働者派遣法改正案等）と議員立法（スポーツ基本法案、児童買春、児童ポルノに係る行為等の処罰及び児童の保護等に関する法律改正案等）97本が廃案となった。